# Rio Pilões (São Paulo)
O rio Pilões é um rio brasileiro do estado de São Paulo. Nasce na zona rural do município de São Bernardo do Campo, do encontro do Rio Marcolino com o Ribeirão Cágado, na localização geográfica -23º52'53.56" N, -46º30'15.28" E, próximo da Rodovia dos Imigrantes e da Interligação Anchieta-Imigrantes. Percorre 3,68 quilômetros até desaguar no rio Cubatão. Corta o território de São Bernardo do Campo até onde recebe as águas do Ribeirão Passareúva (ponto mais baixo do município e divisor natural com a Região Metropolitana da Baixada Santista), daí em diante, serve de divisor natural entre os municípios de Cubatão e São Vicente. Sua foz encontra-se na localização geográfica 23º54'36" sul, 46º29'11,9" norte.
Abastece até 80% da Região Metropolitana da Baixada Santista através de captação e estação de tratamento localizadas em São Bernardo do Campo, no Parque Estadual da Serra do Mar - Núcleo Itutinga-Pilões.